# Робін Гуд (серіал)
«Робін Гуд» — британський пригодницький телесеріал, заснований на легенді про Робіна Гуда.

## Сюжет
Робін, граф Гантінґдон, разом зі своїм слугою Мачем, сином Мельника, повертається зі Святої землі, де п’ять років бився пліч о пліч з королем Річардом Левове Серце. Повернувшись, Робін розуміє, що порядки змінились: шерифом Ноттінгема став Вейзі, а маєток Робіна - Локслі – віддано правій руці шерифа – серу Гаю Гізборну. Навіть колишня дівчина – Меріон - не зустрічає юнака радо: вона все ще ображена на нього за ухід в Святу Землю. Сер Едвард - батько Меріон і колишній шериф Ноттінгемський – радить юнаку не виступати проти влади й підкоритись новому шерифу. Робіна не влаштовує така ситуація й він змушений переховуватись у лісі. Але й там його і його слугу не приймають – вони натикаються на опір банди місцевих розбійників на чолі з "Малюком" Джоном. Робін переконує їх об’єднати сили в боротьбі з деспотичним шерифом та його помічником. 
Від селян, яким допомагає Робін Гуд, він дізнається, що під час його походу, в Ноттінгемі з’явився Нічний Вартовий – людина, яка рятувала від голоду та злиднів усіх селян. Одного дня з’ясовується, що то була Меріон. Але ця спільна таємниця між Робіном і Меріон, тому що за доброчинність і підрив влади шерифа Нічному Вартовому загрожує повішання.
Тим часом Меріон знаходиться в замку та розповідає Робіну про таємні злочини й підписання зрадницьких документів. Невдовзі шериф здогадується, що в замку є шпигун та його підозри, в першу чергу падають на Меріон. Вона не приймає залицянь його правої руки Гая Гізборна, захищає селян. Гізборн у формі ультиматуму робить Меріон пропозицію щодо одруження й дівчина, усвідомлюючи, що в разі відмови на неї чекає смерть, погоджується. Робін чує їхню бесіду й вирішує зробити все, щоб врятувати Меріон від шлюбу.  Під час їхніх офіційних заручин Робін грабує гостей та б’ється з Гізборном. Випадково порізавши йому рукав і побачивши татуювання, Робін шаленіє. Колись саме людина з таким татуюванням намагалась вбити короля. Він розповідає про це Меріон, вона розгублена і не знає, як вчинити, але перед весіллям вона вирішує здійснити останню добру справу Нічного Вартового. Вона грабує Гізборна, який під час втечі дівчини з грошима завдає поранення їй кинджалом. Він не здогадується, що то Меріон. 
У цей час Робін знаходить свідка, який може підтвердити, що Гізборн – зрадник. Меріон дуже вдячна йому за це, але втрачає свідомість від втрати крові. Робін рятує її й вони зізнаються одне одному в коханні.
Після одужання Меріон відвідує Гізборна й запитує про зраду. Він не зізнається. Дівчина зобов’язана вийти за нього заміж.
Під час весільної церемонії слуга Робіна Гуда – Мач прибігає до церкви і розповідає священику всю правду про Гізборна. Цього разу він не заперечує цього й намагається змусити дівчину силою вийти за нього заміж. Все-таки вона змогла втекти, дорогою до замку її зустрів Робін, і вони щасливі поїхали до себе додому.

## Персонажі
- Робін Локслі/Гуд (Джонас Армстронг) — граф Гантінґдон.
- Леді Меріон (Люсі Гріффітс) — дочка сера Едварда.
- Сер Гай Гізборн (Річард Армітаж) — похмурий злиденний лицар-дворянин, що управляє володіннями Робіна. Є правою рукою шерифа Ноттінгемського й відомий своєю жорстокою розправою над людьми. Однак у третьому сезоні його образ кардинально змінюється. Після появи принца Джона, з яким Гай уклав угоду, лицар вбиває свого колишнього начальника і на деякий час стає новим шерифом Ноттінгемським, але за якийсь час потрапляє в опалу до принца.
- Вейзі, шериф Ноттінгемський (Кіт Аллен) — управляючий замком Ноттінгем й навколишніми селами. У нього була сестра, в смерті якої ненавмисне винний Робін. Її було вбито її власними зміями під час спроби вбити Робіна.
- Маленький Джон (Гордон Кеннеді) — колишній житель Локслі.
- Мач (Сем Тротон) — колишній слуга і найкращий друг Робіна. Доброї душі людина, завжди намагається прийти на допомогу Робіну, хоч і не завжди отримує від нього за це подяку. Сильніше за інших страждав через загибель Робіна.
- Аллан А Дейл (Джо Армстронг) — шахрай. У другому сезоні стає подвійним агентом, розповідаючи Гізборну про плани банди, спершу в обмін на збереження власного життя, а потім і на золото. У третьому сезоні починає тягнутись до Кейт, але отримує від неї відсіч. Його знову звинувачують у зраді і залишають у розбійницькому таборі, хоч уся банда йде рятувати Ноттінгем. Гине від рук Вейзі під час спроби попередити банду про армію шерифа.
- Вілл Скарлетт (Гаррі Ллойд) — син теслі. Майстер на всі руки, зломщик. Здійснює замах на життя шерифа, але зазнає невдачі.
- Джак/Софія (Анжалі Джей) — молода жінка. Справжнє ім’я — Софія. У першому сезоні рятує Меріон від смерті. Залишається з Віллом на Святій землі.
- Ройстон Вайт (Вільям Бек) — член банди Маленького Джона. Взятий в полон шерифом та, під загрозою смерті його матері, погоджується вбити Робіна. Це йому не вдається. Героїчно гине під час визволення своєї матері з рук шерифа.
- Брат Тук (Девід Хервуд) — темношкірий чернець. Вирішує повернутись до Англії, щоб зупинити корупцію. Після загибелі Меріон навертає Робіна на вірний шлях служіння на благо Англії та її народу.
- Принц Джон (Тобі Стівенс) — король Іоанн Безземельний.
- Леді Ізабелла Торнтон (Лара Пулвер) — молодша сестра Гая Гізборна. Спочатку в Ізабелли й Робіна складаються стосунки закоханих, людей, що розуміють одне одного. Однак потім вони псуються: вона захоче, щоб Робін все покинув та втік з нею туди, де ніхто їх не знайде, для того, щоб почати нове життя. Але Робін відмовляється залишити банду й припинити боротьбу, тоді вона гнівається і стає на бік принца Джона, з яким спершу була цілком не згодна та проти якого вела боротьбу. Після несправжньої смерті Вейзі, принц призначає її новим шерифом Ноттінгемським. Далі нею заволодіває думка покінчити з Робіном Гудом і братом раз і назавжди. Але перш ніж поквитатись з ними обома, вона вбиває свого чоловіка Торнтона. Врешті-решт наприкінці третього сезону їй вдається позбавитись ненависного  брата й людини, яка, на її думку, зрадила її, від Робін Гуда. Сама вона разом із шерифом гине під час вибуху замку.
- Кейт (Джоан Фроггат) — дівчина з селища Локслі. Часто потрапляє в історії, від чого банді доводиться рятувати її, ризикуючи власними  головами.
- Арчер (Клайв Стенден) — син батька Робіна, Мальколма, й матері Гая та Ізабелли, Гіслейн, таким чином він однокровний брат усіх трьох. Досвідчений стрілець, що створює екзотичну зброю. Стає ворогом шерифа Йоркського через те, що має стосунки з його дружиною.

## Список серій

### Перший сезон
1. «І ви будете це терпіти?» (англ. Will You Tolerate This?)
2. «Що, шериф язик відрізав?» (англ. Sheriff Got Your Tongue?)
3. «Хто стріляв у шерифа?» (англ. Who Shot the Sheriff?)
4. «Гуд-батько» (англ. Parent Hood)
5. «Турецька хвороба» (англ. Turk Flu)
6. «Митар іде» (англ. The Taxman Cometh)
7. «Брати за зброєю» (англ. Brothers in Arms)
8. «Татуювання? Яке татуювання?» (англ. Tattoo? What Tattoo?)
9. «Дещо про вірність» (англ. A Thing or Two About Loyalty)
10. «Мир? Не буде!» (англ. Peace? Off!)
11. «Мрець іде» (англ. Dead Man Walking)
12. «Повернення короля» (англ. The Return of the King)
13. «Відповідь: Ні» (англ. A Clue: No)

### Другий сезон
1. «Сестринство» (англ. Sisterhood)
2. «Бовдур і чудовисько» (англ. The Booby and the Beast)
3. «Дитинство» (англ. Childhood)
4. «Янгол смерті» (англ. The Angel of Death)
5. «Ухиляння» (англ. Ducking and Diving)
6. «За Англію…!» (англ. For England…!)
7. «Покажи мені гроші» (англ. Show Me the Money)
8. «Прибрати Картера!» (англ. Get Carter!)
9. «Каблучка Ларднера» (англ. Lardner's Ring)
10. «Бродяга» (англ. Walkabout)
11. «Скарби нації» (англ. Treasure of the Nation)
12. «Гарний день для смерті» (англ. A Good Day to Die)
13. «Ми — Робін Гуд!» (англ. We Are Robin Hood!)

### Третій сезон
1. «Повне затемнення» (англ. Total Eclipse)
2. «Причина й наслідок» (англ. Cause and Effect)
3. «Складнощі перекладу» (англ. Lost in Translation)
4. «Батьківські гріхи» (англ. Sins of the Father)
5. «Починаємо ігри» (англ. Let the Games Commence)
6. «Ви мене кохаєте?» (англ. Do You Love Me?)
7. «Надто спекотно» (англ. Too Hot to Handle)
8. «Король мертвий, Хай живе король…» (англ. The King Is Dead, Long Live the King…)
9. «Небезпечна угода» (англ. A Dangerous Deal)
10. «Погана кров» (англ. Bad Blood)
11. «Ворог мого ворога» (англ. The Enemy of My Enemy)
12. «Те за що варто боротись (Частина 1)» (англ. Something Worth Fighting For, Part 1)
13. «Те за що варто боротись (Частина 2)» (англ. Something Worth Fighting For, Part 2)